# Metilendiurea
La metilendiurea (MDU), metileno diurea o diurea de metileno es el compuesto orgánico con la fórmula CH2(NHC(O)NH2)2. Es un sólido blanco soluble en agua. El compuesto se forma por la condensación de formaldehído con urea. La metilendiurea es el sustrato de la enzima metilendiurea desaminasa.

## Aplicaciones
El MDU es un intermedio en la producción de resinas de urea-formaldehído.
Junto con la dimetilentriurea, la MDU es un componente de algunos fertilizantes de liberación controlada.